# Derick Ogbu
Pour les articles homonymes, voir Ogbu.
Derick Ogbu est un footballeur nigérian né le 19 mars 1990 qui évolue au poste d'attaquant.